# Jatilawang (Kramat)
Jatilawang is een bestuurslaag in het regentschap Tegal van de provincie Midden-Java, Indonesië. Jatilawang telt 5104 inwoners (volkstelling 2010).